# Berner Raum

Maße bei komplett eingedrückten Puffern

Der Berner Raum bezeichnet bei Eisenbahnfahrzeugen (Lokomotiven, Triebwagen, Wagen) einen definierten Bereich zwischen zwei sich berührenden Fahrzeug-Enden. Hier ist ein gesicherter Raum erforderlich, in dem das Personal der Bahn arbeiten kann, um die Fahrzeuge an der Kupplung zu verbinden (kuppeln) oder zu trennen. Der freizuhaltende Raum beträgt je Fahrzeug 
200 cm × 40 cm × 30 cm (Höhe × Breite × Tiefe) jeweils auf beiden Seiten zwischen Normalkupplung und Puffer. Beim Kuppeln zweier Fahrzeuge bleiben somit in der Tiefe 60 cm frei.

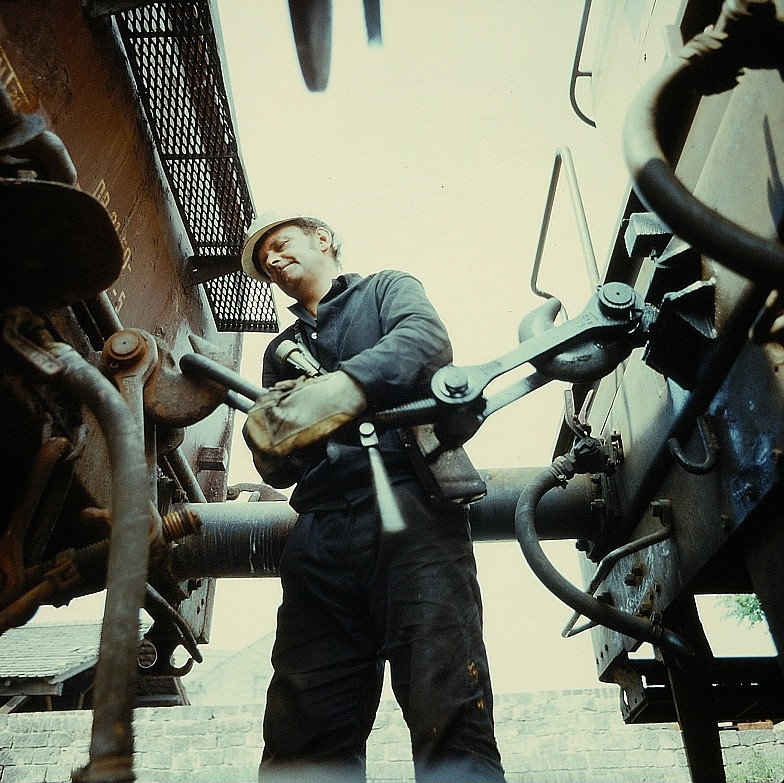
Eisenbahner beim Kuppeln einer Schraubenkupplung im Berner Raum

Seinen Namen verdankt er der Berner Vereinbarung über die Technische Einheit im Eisenbahnwesen (kurz TE), die am 21. Oktober 1882 unterzeichnet wurde und 1887 in Kraft trat. Diese definierte erstmals die vereinbarten Mindestvoraussetzungen für den internationalen Eisenbahnverkehr zwischen den meisten europäischen Staaten. In Deutschland sind die Abmessungen des Berner Raums mit der Eisenbahn-Bau- und Betriebsordnung (EBO) in nationale Vorschriften umgesetzt.
Nicht alle Eisenbahnfahrzeuge unterliegen den Bestimmungen für den „Berner Raum“, so z. B. nicht die Fahrzeuge, die über automatische Kupplungen, wie z. B. die Scharfenbergkupplung, verfügen.